# Kustbandet

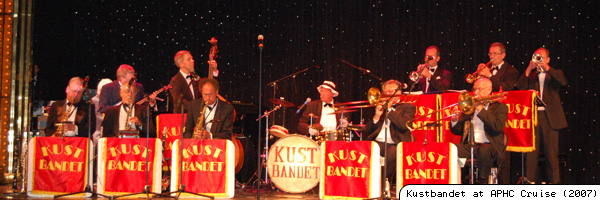

Kustbandet är en svensk jazzorkester som bildades 1962 i Årsta i Stockholm. Den bildades av klasskamraterna Christer "Cacka" Ekhé (då: Jansson) och Kenneth Arnström. Ursprungligen i traditionell New Orleans-stil, men allteftersom nya medlemmar tillkom i arrangerad 20-talsstil med Duke Ellington, Louis Armstrong, Luis Russell, Jelly Roll Morton med flera som förebilder.
Kustbandet spelade fram till mitten av 70-talet, då Arnström lämnade gruppen, utan skrivna arrangemang, och framträdanden och inspelningar under hans ledning kännetecknas av ett fritt förhållande till förebilderna med spontana infall, gags och stundtals modernistiskt improviserande. I och med att trumpetaren och arrangören Bent Persson kom med i Kustbandet effektiviserades repetitionerna och repertoaren utökades snabbare.
Kustbandet framträder på konserter, danstillställningar och festivaler och har turnerat i ett 20-tal länder. Uppmärksammade framträdanden under senare år har varit Nobelfesten (tre gånger under 1990-talet), den amerikanska radioshowen "A Prairie Home Companion" under ledning av Garrison Keillor samt "New Orleans Jazz & Heritage Festival".
Kustbandet tillkom i efterdyningarna av "motsättningarna" mellan jazzens traditionalister och modernister. Med åren har dessa genrer suddats ut och stilar har blandats. Detta återspeglas också inom orkestern, som under större delen av sin karriär rört sig mellan flera av den tidiga jazzens stilar. "From Ragtime to Swing" är idag också rubriken på Kustbandets konserter, som är en exposé över det tidiga 1900-talets jazzhistoria: blues, ragtime, boogie woogie, hot, jazz, swing, gospel brass band-style med mera.
Orkestern, som sedan 1987 leds av trombonisten Jens "Jesse" Lindgren, har under åren spelat in ett antal album och turnerar årligen i Sverige och utomlands.